# حمایت‌گرایی

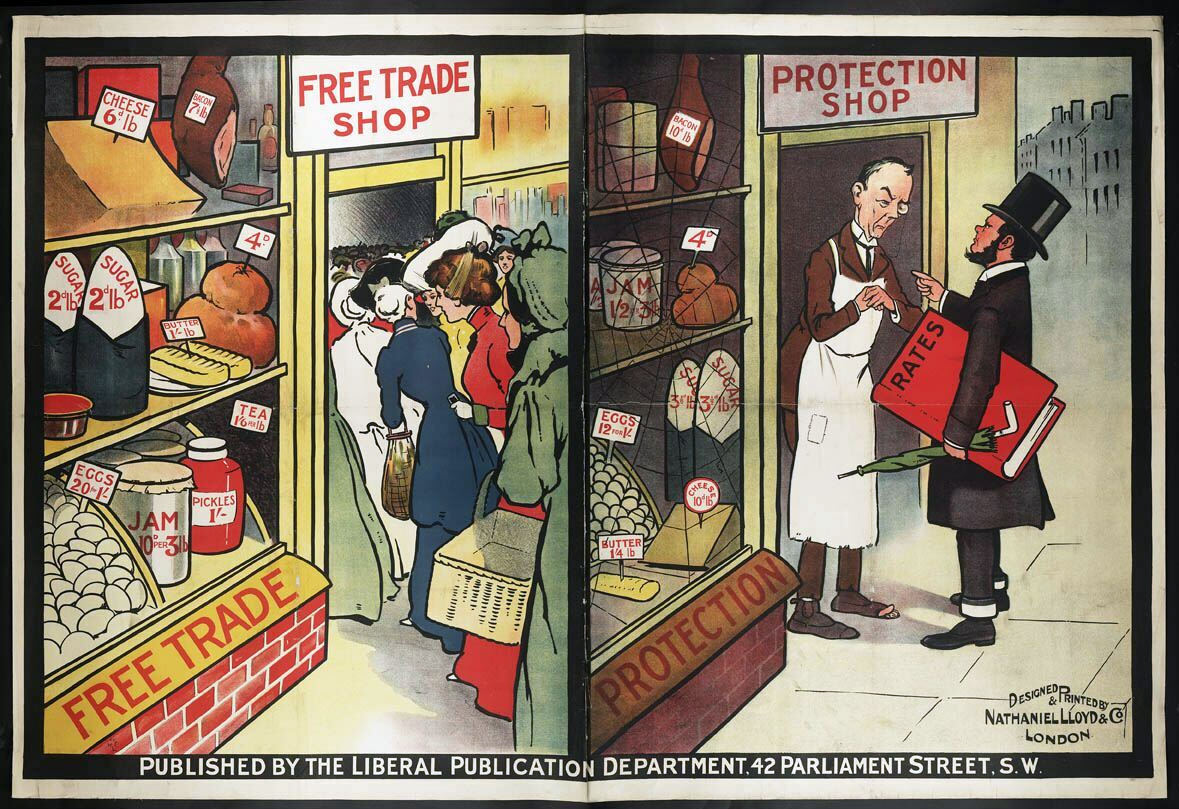
پوستر سیاسی حزب لیبرال بریتانیا که دیدگاه خود را در مورد تفاوت بین اقتصاد مبتنی بر تجارت آزاد در مقابل اقتصاد مبتنی بر حمایت گرایی ارائه می دهد

حمایت گرایی سیاست اقتصادی جلوگیری از تجارت بین کشورها از طریق وضع تعرفه بر کالاهای وارداتی، محدودسازی حجم واردات و شماری دیگر از ضوابط دولتی است.
این سیاست با تجارت آزاد، که در آن موانع دولتی باید حداقل نگه داشته شوند، تضاد دارد. این سیاست در سالیان اخیر در راستای جنبش‌های ضد جهانی‌سازی بوده است. این لفظ بیشتر در زمینهٔ علم اقتصاد به کار می‌رود. ایجاد موانع برای ورود کالاها در بلندمدت به زیان صنایع داخلی، دولت و مصرف‌کننده است. چنین صنایعی همواره در مرحله طفولیت خود باقی می‌مانند و نیازی نمی‌بینند که سمت تحقیقات، بازاریابی و مشتری‌مداری حرکت کنند.

## سیاست‌های حمایت‌گرایانه
سیاست‌های گوناگونی به منظور دستیابی به اهداف حمایت گرایانه مورد استفاده قرار گرفته‌اند. از جمله:
- تعرفه‌ها: تعرفه‌ها (یا مالیات‌ها) نوعاً بر اجناس وارداتی اعمال می‌شوند. نرخ تعرفه‌ها معمولاً بسته به نوع اجناس وارداتی متغیرند. تعرفه‌های وارداتی هزینه را برای واردکنندگان افزایش داده و قیمت اجناس وارداتی در بازارهای داخلی را زیاد کرده، نتیجتاً کمیت کالاهای وارداتی را کم می‌کنند تا به تولیدکنندگان داخلی سود برسانند. تعرفه‌ها ممکن است بر صادرات هم اعمال شوند، و در اقتصادهای دارای نرخ ارز شناور،  تعرفه‌های صادراتی اثراتی مشابه تعرفه‌های وارداتی دارند. به هر روی، از آنجا که غالباً تصور می‌شود تعرفه‌های صادراتی به صنایع داخلی «آسیب» می‌رسانند، در حالی که تعرفه‌های وارداتی به صنایع داخلی کمک می‌کنند، تعرفه‌های صادراتی به ندرت اعمال می‌شوند.
- سهمیه واردات : به منظور کاستن از حجم و در نتیجه افزودن قیمت کالاهای وارداتی در بازار. اثرات اقتصادی یک سهمیهٔ وارداتی مشابه تعرفه هایند، جز این که درآمد مالیاتی از یک تعرفه در عوض بین آن‌ها که مجوزهای واردات را دریافت می‌کنند توضیح می‌شوند. اقتصاددانان معمولاً پیشنهاد می‌کنند مجوزهای وارداتی به بالاترین پیشنهاد دهنده داده شود یا سهمیه‌های واردات با تعرفهٔ معادلی جایگزین شود.
- موانع اداری: کشورها گاهی متهم به استفاده از مقررات گوناگون اداری خود (مثلاً در خصوص امنیت غذایی، استانداردهای زیست‌محیطی، امنیت الکتریکی و غیره) به عنوان راهی به منظور ایجاد مانع در برابر واردات می‌شوند.
- قوانین ضد دامپینگ: هواداران قوانین ضد دامپینگ استدلال می‌کنند که این قوانین از "دامپینگ" کالاهای ارزانتر خارجی که منجر به بسته شدن شرکت‌های داخلی می‌شوند، جلوگیری می‌کنند. به هر روی، در عمل قوانین ضد دامپینگ معمولاً به منظور اعمال تعرفه‌های بازرگانی بر صادرکنندگان خارجی مورد استفاده قرار می‌گیرند.
- یارانه‌های مستقیم: یارانه‌های دولتی (به شکل پرداختی‌های یکجا یا وام‌های ارزان) گاهی به شرکت‌های داخلی که نمی‌توانند به خوبی با واردات رقابت کنند داده می‌شود. تصور می‌شود این یارانه‌ها از شغل‌های داخلی «حفاظت» می‌کنند، و به شرکت‌های داخلی کمک می‌کنند با بازارهای جهانی تطبیق یابند.
- یارانه‌های صادراتی: یارانه‌های صادراتی غالباً از سوی دولت‌ها به منظور افزایش صادرات به کار گرفته می‌شوند. یارانه‌های صادراتی اثر متضاد تعرفه‌ها را دارند زیرا صادرکنندگان پول دریافت می‌کنند، که درصد یا نسبتی از ارزش صادر شده است. یارانه‌های صادراتی میزان دادوستد را زیاد کرده و در کشوری با ارزهای شناور، اثراتی مشابه یارانه‌های وارداتی دارند.
- دستکاری نرخ ارز: دولت‌ها ممکن است در فارکس مداخله کنند تا ارزش واحد پول خود را با فروختن واحد پول خود در بازار تبادلات خارجی کم کنند. انجام چنین کاری ارزش واردات و هزینهٔ صادرات را پایین می‌آورد و منجر به بهبود توازن تجاری آن می‌شود. به هر روی، چنان سیاستی، تنها در کوتاه مدت مؤثر است زیرا به احتمال زیاد منجر به تورم در کشور خواهد شد، که به نوبهٔ خود هزینهٔ صادرات را زیاد و قیمت نسبی واردات را پایین خواهد آورد.
- نظام‌های بین‌المللی ثبت اختراع: استدلالی در خصوص درنظرگرفتن نظام‌های ملی ثبت اختراع به عنوان لفافه‌ای برای سیاست‌های تجاری حمایت گرایانه در سطح ملی وجود دارد. [۲][۳]